# Рафаело Санцио
Рафаело Санцио да Урбино (на италиански: Raffaello Sanzio da Urbino; наричан също Рафаело Санти или само Рафаело) е италиански художник и архитект от Флорентинската школа. Той твори през Зрелия ренесанс, който обхваща периода от самия край на XV век до първите години на XVI век.
По традиция Рафаело е смятан за един от тримата големи майстори на този период, наред с Микеланджело и Леонардо да Винчи.
Дейността на Рафаело се разделя на три стилистично обособени етапа, описани още от Джорджо Вазари: ранните му години в Умбрия, четиригодишен период във Флоренция (1504 – 1508) и триумфалният му успех в Рим, където работи за двама папи и техните близки сътрудници.
Въпреки относително краткия си живот Рафаело е много продуктивен, ръководи необичайно голямо ателие и оставя след себе си огромно живописно наследство. След първите няколко години в Рим повечето картини на Рафаело са проектирани от самия него, но са изпълнявани в ателието му по негови скици. Много от творбите му се намират в Апостолическия дворец във Ватикана, включително изрисуваните с фрески Стаи на Рафаело, смятани за централната и най-голяма творба в кариерата му. Там е разположено и най-известното му произведение  „Атинската школа“, намираща се в стаята Станца дела Сенятура.
Още приживе Рафаело е много влиятелен, въпреки че извън Рим работите му са известни главно от печатни репродукции. След смъртта му неговият главен съперник Микеланджело става по-популярен и едва през 18 – 19 век по-ведрите и хармонични работи на Рафаело отново започват да се оценяват високо.

## Биография

### Ранни години
Рафаело Санцио е роден в Урбино на 6 април 1483 г. в семейството на Джовани Санти, художник и поет в двора на местните херцози. При херцог Гуидобалдо да Монтефелтро и съпругата му Елизабета Гондзага градът е сред водещите италиански средища на литературата и изкуството. Рафаело израства в двора на херцозите, където придобива своите обноски и умения за общуване, подчертавани от Вазари. Там той се запознава с придобиващи популярност млади писатели като Балдасаре Кастильоне, Бернардо Довици да Бибиена и Пиетро Бембо. Опитът на Рафаело в дворцовия живот му дава възможност по-късно с лекота да се движи във висшето общество, с което създава впечатлението, че напредва в кариерата без усилия. От друга страна той не получава особено добро класическо образование и не е сигурно, че може да чете добре на латински.
През 1491 г. умира майката на Рафаело, а през 1494 г. – и баща му, който междувременно се е оженил повторно. Останал кръгъл сирак на 11 години, Рафаело остава под попечителството на единствения си чичо Бартоломео, свещеник, който впоследствие води продължителни съдебни дела с мащехата му. Самият Рафаело вероятно продължава да живее с нея, когато не чиракува при някой художник.
По това време той вече показва известен талант, а според Вазари дори помага на баща си, докато той е жив. Дори след смъртта на Джовани Санти ателието му продължава да работи и Рафаело, заедно с мащехата си, изглежда участва в неговото управление от ранна възраст. Преждевременно развитият му талант може да се види в една запазена скица на автопортрет от юношеските му години. Още в Урбино Рафаело се запознава с работите на починалия през 1475 г. местен придворен художник Паоло Учело и на живеещия в близкия град Чита ди Кастело Лука Синьорели.
Според Вазари бащата на Рафаело го води да чиракува в ателието на известния умбрийски художник Пиетро Перуджино, но този факт е оспорван поради ранната възраст на Рафаело при смъртта на баща му и липсата на други източници, които да го потвърждават. Според друга теория той получава известно обучение от Тимотео Вити, който от 1495 г. е придворен художник в Урбино. Повечето съвременни изследователи приемат, че Рафаело работи като помощник на Перуджино около 1500 г. Влиянието на Перуджино върху ранните работи на Рафаело също е ясно забележимо. Освен стилистичната близост, техниката на двамата също е много близка. През 1501 г. Рафаело вече е наричан „майстор“ – по това време обучението му би трябвало да е приключило.
Първата му самостоятелна поръчка е тази за Чита ди Кастело, която рисува с маниера на Умбрийската школа – красиви линии, сдържаните ритмични движения на строгите перуджови фигури. През 1501 и 1502 г. той прави два диптиха. Първият има два сюжета – „Трите грации“ и „Сънят на рицаря“, а вторият е „Свети Георги в борба със змея“. И в двата диптиха се забелязва влияние на античното изкуство.

### Флорентински период
През 1503 г. Рафаело заминава за Флоренция, където се запознава с творчеството на Леонардо да Винчи, Микеланджело и Донатело. Под влияние на тяхното изкуство стилът му става по-раздвижен, а познанията му се обогатяват. По това време той се сприятелява с монаха-живописец Фра Бартоломео. Именно във Флоренция Рафаело се прочува със своите Мадони и се посвещава изцяло на тях. През 1504 г. той прави първата си значителна творба – „Обручение Богородично“, в която се насочва към нови идеи и композиционни решения. Същата година той рисува „Мадоната на великия херцог“, отличаваща се със строга красота, за разлика от по-късните меки и миловидни образи. Като подарък за свой приятел, флорентински търговец създава „Мадоната с щиглеца“ (1505), където изобразява Богородица с младенеца и малкия Йоан, който подава на Исус птица щиглец, символ на плодовитостта. В нея е използвана пирамидалната композиция на Леонардо. Други негови творби от този период са „Портрет на Пиетро Бембо“ (1504 – 1506), „Млада жена с еднорог“ (1505), Портрет на Анджело и Магдалена Дони (1505), „Полагане в гроба“ и „Оплакване на Христа“ (1507), „Света Екатерина Александрийска“, „Мадона Естерхази“ и „Хубавата градинарка“ (1508).

### Римски период
През 1509 г. Рафаело получава поръчка от папа Юлий II, за да проектира и изпише три от залите на Ватиканските музеи – Станца дела Сигнятура, Станца ди Елеодоро и Станца Залия, т. нар. „Стаи на Рафаело“. Това става по съвет на Браманте и целта на папа Юлий II е да засенчи апартамента на своя предшественик представител на династията на Борджиите, папа Александър VI. Най-известните му творби са фреските в Станца де ла Сенятура (Залата на подписите) – „Атинската школа“ и „Диспутът за Светото писание“. „Атинската школа“ (1509 – 11) е пример за използването на линейната и въздушна перспектива. В нея Рафаело изобразява много от великите философи, поети и мислители на Античността като Аристотел, Платон, Питагор, Хераклит и Птолемей.
Платон със своя облик напомня Леонардо да Винчи, Хераклит – Микеланджело, последните изследвания с рентгенови лъчи показват, че тази фигура е била добавена по-късно. Евклид (Браманте), рисуващ геометрични фигури и в долния десен ъгъл, където за изобразени Птоломей с глобуса и Заратустра с небесната сфера, художникът рисува своя автопортрет: младеж с червена дреха и зелена шапка.
Залите са четири, но четвъртата зала – Залата на Константин е по-малко известна, тъй като е изрисувана от учениците на Рафаело след неговата смърт. Залите са малки, приблизително 6 на 9 m. Изрисувани са в периода 1508 – 1517 г. И 4-те стени на всяка от залите са изрисувани с огромни стенописи, покриващи цялата им повърхност. До смъртта на папа Юлий II през 1513 г. са изрисувани само две от стаите, но неговия наследник папа Лъв X продължава делото му.

#### Схема на разположение на фреските в Стаите на Рафаело
| Общ изглед (I)                   | Общ изглед (II)             | Източна стена                 | Южна стена                  | Западна стена | Северна стена | Таван |
| -------------------------------- | --------------------------- | ----------------------------- | --------------------------- | ------------- | ------------- | ----- |
| Зала на подписите                |                             |                               |                             |               |               |       |
|                                  |                             |                               |                             |               |               |       |
| Атинската школа                  | Мъдрост, умереност и сила   | Диспута                       | Парнас                      |               |               |       |
| Залата на Хелиодор               |                             |                               |                             |               |               |       |
|                                  |                             |                               |                             |               |               |       |
| Изгонването на Хелиодор от храма | Месата в Болсена            | Срещата на Лъв Велики с Атила | Избавлението на свети Петър |               |               |       |
| Залата на Пожара в Борго         |                             |                               |                             |               |               |       |
|                                  |                             |                               |                             |               |               |       |
| Битката при Остия                | Пожарът в Борго             | Коронацията на Карл Велики    | Лъв III (папа)              |               |               |       |
| Залата на Константин             |                             |                               |                             |               |               |       |
|                                  |                             |                               |                             |               |               |       |
| Видението на кръста              | Битката при Милвийския мост | Константинов дар              | Кръщението на Константин    |               |               |       |

#### Римски мадони
В Рим Рафаело рисува около десет картини с Мадона. От тях най-известни са „Мадона Алба“ (1510 г.), „Мадона Фолиньо“ (1512 г.), „Мадоната с рибата“ (1512 – 1514), „Мадоната в креслото“ (около 1513 – 1514 г.).
Едно от най-съвършените произведения на Рафаело е знаменитата „Сикстинската мадона“ (1512 – 1513 г.). Тази картина е поръчана от папа Юлий II за олтара на църквата на манастира „Свети Сикст“ в Пиаченца. Цялостната композиция на картината е така изпълнена, че образът и специално очите на Мадоната да събират погледите на зрителите. Картината се намира в Галерията на старите майстори в Дрезден, като представлява най-ценната картина на колекцията.

### Олтарна живопис
Въпреки претовареността си със задачите си във Ватикана Рафаело изпълнява поръчки на църквите за създаването на олтари, като „Света Цицилия“, „Носенето на кръста“ и други. Последният шедьовър на Рафаело е олтарната картина „Преображение“ нарисувана между 1516 и 1520 г.

#### Гоблени
Едни от важните папски проекти, възложени на Рафаело, са проектите за гоблени, предназначени за покриване на стените на Сикстинската капела. Нарисувани са между 1515 – 16 г. и показват сцени от Евангелието и Деянията на светите апостоли. Част от гоблените са свързани с деянията на апостол Павел, а част с деянията на апостол Петър, като „Чудотворният улов на риба“, „Апостол Павел произнася в Атина проповедта си“ и други. Рисунките на Рафаело са изпратени в Брюксел при Петер Кук ван Алст за изработката на гоблените. Неизвестно е дали Рафаело е успял да види гоблените преди смъртта си. Рисунките за тях са били десет и от тях са останали седем, които се намират в музея „Виктория и Албърт“ в Лондон. Гоблените са поставяни само при специални случаи в Сикстинската капела. Тъй като при изработката им са използвани златни и сребърни конци, по време на разграбването на Рим през 1527 г. част от гоблените са изгорени, за да се вземат ценните метали.

#### Портрети
В Рим Рафаело освен поръчките, които трябва да изпълнява за папството, както и голямото количество картини на религиозни теми създава и портрети. През 1512 г. той създава „Портрет на папа Юлий II“, считан за шедьовър в портретното изкуство. По поръчка на папското обкръжение е направен „Портрет на кардинал Александър Фарнезе“ (около 1512 г.) и „Портрет на Лъв Х с кардиналите Джулио Медичи и Луиджи Роси“. Създава портретите на Балдасаре Кастильоне, Биндо Алтовити, както и своя Автопортрет и Автопортрет с приятел (1518 – 1520). Освен портретите през този период Рафаело рисува и няколко автопортрета. Въпреки че това не специално посочено, мнението на експертите се основава на приликите на портретите.
- Портрет на Елизабета Гонзага, ок. 1504
- Портрет на папа Юлий II, ок. 1512
- Портрет на Биндо Алтовити, ок. 1514
- Портрет на Балдасаре Кастильоне, ок. 1515
- Автопортрет на Рафаело в заден план на „Атинската школа“
- Вероятно Автопортрет с приятел, ок. 1518
- Портрет на млад мъж, 1514, загубен по време на Втората световна война. Вероятно е автопортрет на Рафаело

### Графика
Рафаело е един от най-прецизните графици в историята на изобразителното изкуство и използва графиката основно за подготовка на своите композиции. По разкази на неговите съвременници той поставя на пода много подготвени рисунки и започва да рисува бързо като ползва една или друга рисунка. Над 40 скици са останали от фреската „Диспут“ за Залите на Рафаело, а вероятно са направени в действителност много повече. Той използва различни рисунки, за да прецизира разположението на фигурите и композицията си очевидно в много по-голям обем от другите художници. Когато прави финалната композиция, Рафаело прави скици в пълен размер, които се пробиват с игла и чрез торбичка със сажди се оставят точки за линиите, които служат за водачи. Това се вижда на фреската „Атинската школа“ в Залите на Рафаело и на оригиналите от много рисунки.
През 2012 г. в Сотбис е продадена рисунката на Рафаело Глава на млад апостол, рисувана през 1519 и 1520 г. за картината Преображение Цената е 29 721 250 фунта стерлинга.
- Изследване на войниците във Възкресение Христово, ок. 1500.
- Червен тебешир – изследване Трите грации за Вила Фарнезина
- Рисунка с изследване на Мадона д'Алба и други скици
- Разработката на композицията за „Мадоната и Младенеца“.

### Гравюра
Рафаело не изработва лично гравюри, но влиза в съдружие с Маркантонио Раймонди за производство на гравюри по дизайн на самия Рафаело. Това води до създаването на най-известните италиански гравюри през 16 век и е важно за развитието на литографията в Италия. Общо са изработени 50 гравюри, някои от които са копия на картини на Рафаело, а някои са направени специално за изработка на гравюри. Рафаело изработва рисунки, които Раймонди да прехвърли в гравюри.
Най-известните оригинални гравюри, които са резултат от съвместната им работа, са Лукреция, Съдът на Парис и Избиването на младенците. Известни са и гравюри по картините на Рафаело: Парнас и Галатея.
- Избиването на младенците, гравюра от Раймонди по дизайн на Рафаело.
- Съдът на Парис, повлияла и на Едуард Мане, който използва фигурите на седящите мъже в картината си Закуска на тревата.
- Галетея: гравюрата е направена по фреската Триумфът на Галатея, намираща се във Вила Фарнезина.

### Архитектура
След смъртта на Донато Браманте през 1514 г. на Рафаело е възложено строителството на базиликата “Свети Петър“ в Рим. Той променя плана на Браманте след неговата смърт, като се връща към традиционната форма на латинския кръст. Достроява започнатия от Браманте двор на Ватикана с лоджиите. След него работят Балдасаре Перуци и Антонио Сангало Млади, който избира формата на базилика. Накрая през 1546 г. ръководството е поръчано на Микеланджело.

Голяма забележителност са капелите на църквата, построени като семейни гробници на знатни римски благородници и духовници. Забележителна е Капела „Киджи“, проектирана от Рафаело за неговия покровител Агостино Киджи. Намира се в църквата „Санта Мария дел Пополо“, която е католическа църква на Ордена на августинците в Рим. Мозайката в купола на капелата, изобразяваща Създателя в обкръжението на осемте планети, е изработена от Луиджи де Паче през 1516 г. по рисунки на Рафаело. В капелата са и великолепните статуи „Пророк Йона излиза на брега“ от Лоренцето, и „Пророк Данаил с лъвовете“ (1655 – 1657) и „Авакум и ангелът“ (1658 – 1661), последните изваяни от Джовани Лоренцо Бернини по поръчка на папа Александър VII.
Той създава и проектите на някои други сгради и за кратко време става най-известния архитект в Рим като работи за тесен кръг приближени на папата. Юлий II прави промени в плана на улиците на Рим, създавайки нови транспортни пътища, които да бъдат застроени със сгради. Важна сграда е Палат „Бранконио дел Акуила“, по-късно разрушена, за да направи място на площада на Бернини за Базилика „Свети Петър“. Скиците на сградата са запазени, показвайки богатата необичайна фасада с оцветените панели на третия етаж и скулптурите на втория.
Като архитект Рафаело е автор на Вила „Мадама“ – образец на ренесансовата архитектура. Дворецът Пандолфини във Флоренция е също по проект на Рафаело.
Освен фрески в Рим Рафаело прави и множество живописни картини. Красивата дъщеря на хлебар от Трастевере той изобразява в „Дона Велата“ (1512 – 13); През 1513 г. той създава едно от най-известните си произведения – „Сикстинската мадона“. В нея Мадоната има излъчване на кралица въпреки скромното си облекло, заобиколена от папа Сикст и св. Варвара.
Рисува и много други картини с религиозни и мистични сюжети. Сред тях са „Св. Цецилия“ и кръглата „Мадона Алба“ (1511). Една от последните му творби е „Преображение Христово“ по поръчка на Джулио ди Медиано.
Също както и Микеланджело Рафаело пише сонети.

### Личен живот
От 1517 г. до смъртта си Рафаело живее в Палат „Каприни“ в Борго (район на Рим), направен по проект на Браманте. Никога не се жени, но през 1514 г. се сгодява за Мария Бибиена, племенница на кардинал Бернардо Довици Бибиена. Вероятно този годеж е договорен с кардинала, но не се стига до брак и през 1520 г. тя умира. Легендата говори, че Рафаело има много афери, но в неговия живот в Рим постоянно присъства Форнарина или Маргарита Лути, дъщерята на пекаря Франческо Лути. Тя присъства като модел в много от картините му. До смъртта му Мария Лути живее в дома му. Въпреки рязкото влошаване на състоянието на Рафаело преди смъртта му, той успява да се погрижи да остави достатъчно средства на метресата си, както и на другите си близки.

### Ранна смърт
Умира на 37-ия си рожден ден в Рим. По негово желание е погребан в Пантеона, днес Santa Maria ad Martyres, в античен саркофаг. Мраморната статуя на Светата Дева, която е поставена над арката над саркофага, известна като Madonna del Sasso (Мадоната на скалата), защото е стъпила с крак върху скала, е поръчана от Рафаело. Тя се счита от хората за чудотворна. Вдясно от саркофага е погребана неговата годеница Мария Бибиена. Има и бюст на Рафаело от 1833 г. Освен това има и две паметни плочи на Мария Бибиена и Анибале Карачи. Едва през 1833 г. гробът на Рафаело е отворен от папа Григорий XVI, за да се провери за наличието на тялото. Отварянето на гроба е отразено през 1836 г. на картина на Франческо Диофеби. След смъртта на Рафаело неговият съвременник Бембо пише следния епитаф, който е изписан над гробницата му:„Ille hic est Raphael, timuit quo sospite vinci, rerum magna parens et moriente mori.“ „Тук лежи Рафаело, от когото Природата се опасяваше, че ще бъде победена и която умря заедно с него“.
В чест на Рафаело е наречен кратер на планетата Меркурий.

## Ученици
Рафаело има голям брой ученици. Най-талантлив от тях е Джулио Романо. След смъртта на Рафаело той създава цикъл порнографски рисунки, след което последва скандал и е принуден да отиде в Мантуа. Друг негов ученик е Джовани Нани, който се връща в Удине и създава редица добри картини. работи във Флоренция и Генуа.

## Колекция в Потсдам
Една богата колекция от петдесет копия на произведения на Рафаело, някои от които от колекцията на Фридрих Вилхелм III, се намират в залата на Рафаело в Оранжерията (Оранжерийния замък) в Потсдам. Копията в по-голямата си част са с оригиналните размери и само фреските като например тази на Атинската школа са с намалени размери.

## Галерия
| Картина | Наименование                                            | Кога е създадена | Размери, Материал                                                 | Изложба/колекция/собственик                          |
| ------- | ------------------------------------------------------- | ---------------- | ----------------------------------------------------------------- | ---------------------------------------------------- |
|         | Възкресение Христово                                    | 1499 – 1502      | 52 × 44 cm, Масло и дърво                                         | Музей на изкуствата Сан Паоло                        |
|         | Вечният сред херувимите и главата на Мадоната/фрагменти | 1500/1501        | Масло върху дърво 31 × 27 cm, 57 × 36 cm, 112 × 75 cm, 51 × 41 cm | Музей на Каподимонте                                 |
|         | Олтара на Оди – Коронацията на Мария                    | 1502 – 1503      | 267 × 163 cm, Маслена темпера                                     | Ватикански музеи                                     |
|         | Олтара на Оди: Съобщаване на благата вест               | 1502 – 1503      | 27 × 50 cm, Маслена темпера върху дърво                           | Ватикански музеи                                     |
|         | Die Anbetung der Könige (Oddi-Altar)                    | 1502 – 1503      | 27 × 50 cm, Маслена темпера върху дърво                           | Ватикански музеи                                     |
|         | Darstellung im Tempel (Oddi-Altar)                      | 1502 – 1503      | 27 × 50 cm, Маслена темпера върху дърво                           | Ватикански музеи                                     |
|         | Мадона Конестабле                                       | 1502 – 1504      | 17,9 × 17,9 cm, Маслена темпера върху платно                      | Ермитажа                                             |
|         | Vermählung Mariä                                        | 1504             | 170 × 117 cm, Масло върху дърво                                   | Пинакотека Брера                                     |
|         | Сънят на рицаря                                         | 1504             | 17,1 × 17,1 cm, Eitempera auf Pappelholz                          | Лондонска национална галерия                         |
|         | Светото семейство с агне                                | 1504             | 32 × 22 cm, Масло върху дърво                                     | Частна колекция                                      |
|         | Олтара Колона                                           | 1502 – 1505      | Масло и злато върху дърво 172,4 × 172,4 cm, 64,8 × 171,5 cm       | Музей на изкуството „Метрополитън“, Inv. Nr. 16.30ab |
|         | Св. Георги в битка с дракона                            | 1504 – 1506      | 28,5 × 21,5 cm, Масло върху дърво                                 | Национална галерия на изкуствата                     |
|         | Малката мадона                                          | 1505             | 84 × 55 cm, Масло върху дърво                                     | Палат Пити                                           |
|         | Автопортрет                                             | 1505/1506        | 45 × 33 cm, Масло върху дърво                                     | Уфици                                                |
|         | Благославящия Христос                                   | около 1506       | H 31,7 × B 25,3 cm, Масло върху дърво                             | Pinacoteca Tosio Martinengo, Brescia                 |
|         | Мадоната с щиглеца                                      | etwa 1506        | 107 × 77 cm, Масло върху дърво                                    | Уфици                                                |
|         | Мадоната в зеленината                                   | 1506             | 113 × 88 cm, Масло върху дърво                                    | Музей на история на изкуството, Виена                |
|         | Хубавата градинарка                                     | 1507 – 1508      | 122 × 80 cm, Масло върху тополово дърво                           | Лувър                                                |
|         | Мадона Темпа                                            | etwa 1508        | 75 × 51 cm, Масло върху дърво                                     | Ватикански музеи                                     |
|         | Атинска школа                                           | 1510 – 1511      | 500 × 770 cm, Фреска                                              | Стаите на Рафаело                                    |
|         | Мадоната в креслото                                     | 1513 – 1514      | 71 × 71 cm, Масло върху дърво                                     | Палати Пити                                          |
|         | Преображение                                            | 1516 – 1520      | 405 × 278 cm, Маслена темпера върху черешово дърво                | Ватикански музеи, Inv. Nr. 333                       |
|         | Портрет на папа Лъв Х                                   | 1517 – 1519      | 155,5 × 119,5 cm, Масло върху дърво                               | Уфици                                                |
|         | Мадоната с розата                                       | 1518 – 1520      | 103 × 84 cm, Масло върху дърво                                    | Музей Прадо                                          |

### Цитирани източници
Jones, Roger и др. Raphael.   Yale, 1983. ISBN 0-300-03061-4. с. 204.